# Pirograbado

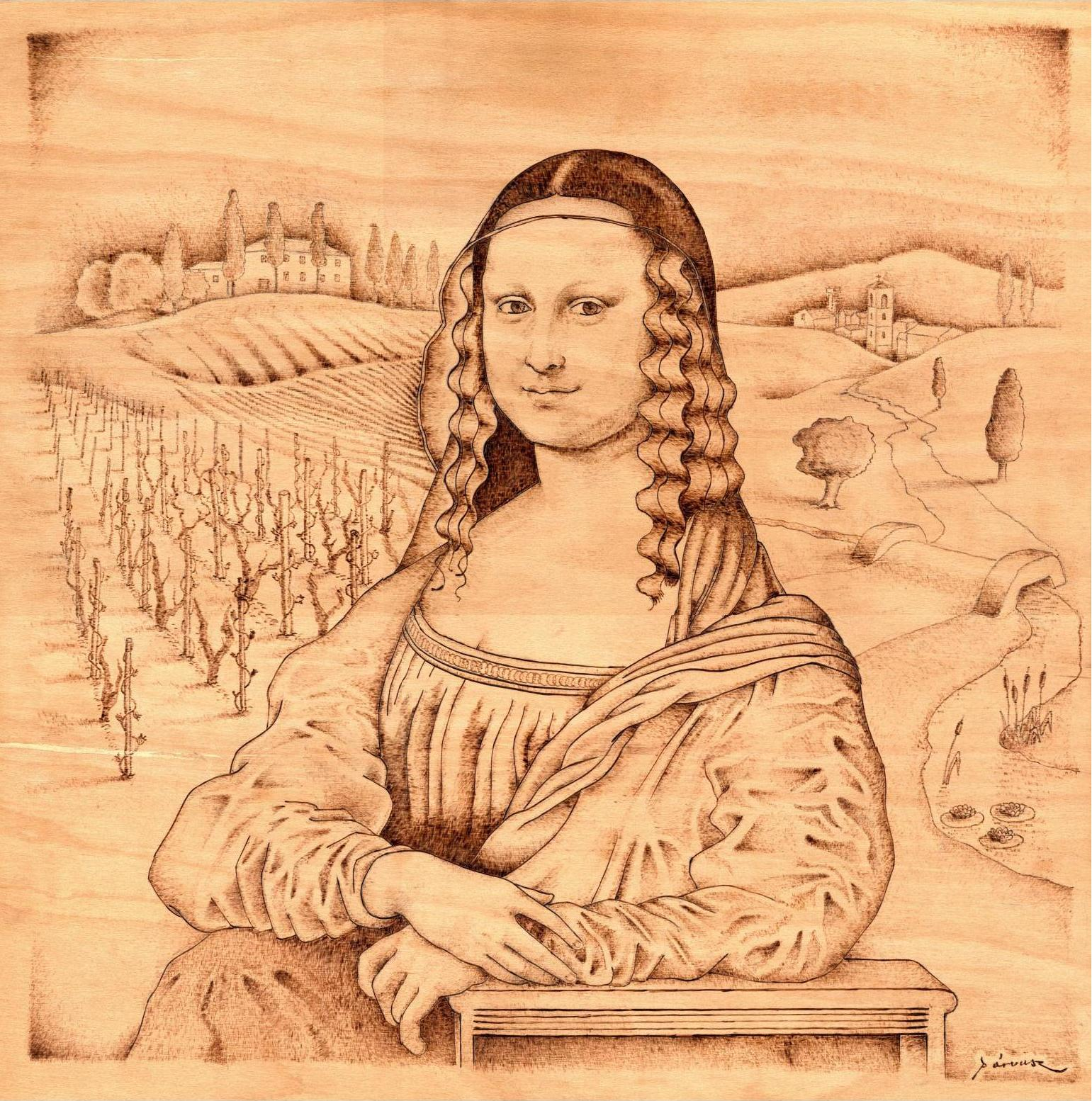
Pirograbado de la Mona Lisa

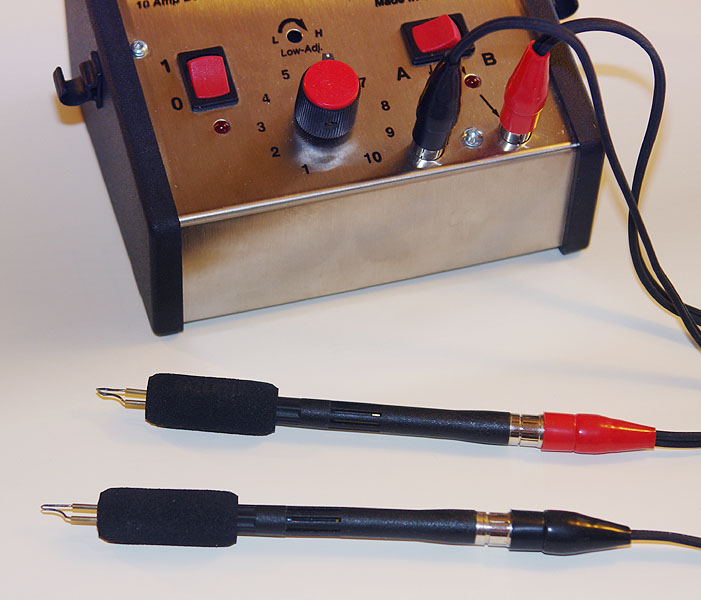
Aparato pirograbador regulable

El pirograbado (del griego. piros = fuego graphos = escritura) es una técnica de dibujo, primordialmente, mas su utilización abarca en la práctica, cualquier grabado empleando el aparato conocido en la actualidad como pirograbador, el cual emplea electricidad para generar el calor suficiente en la punta.
Se trata de quemar un soporte, ya sea este de papel, cartón, o madera, con el pirograbador marcando un dibujo sobre esa superficie. El pirograbador tiene varios mangos parecidos a soldadores de estaño, y varias cabezas con diferentes formas.
Regulando la intensidad del calor que desprende la punta, se consigue más o menos intensidad en el quemado y, consecuentemente, distintas tonalidades del marrón suave al negro absoluto.
El método que antecede a la actual electro-termo-grabación es el del empleo de la llama abierta y un objeto metálico que absorbiese el calor para así transferirlo hacia la tabla de madera.

## Historia
Esta técnica ha sido practicada por varias culturas incluyendo los egipcios y algunas tribus africanas desde los orígenes de los tiempos. El pirógrafo Robert Boyer propone que esta técnica data de la prehistoria cuando los primeros humanos crearon diseños empleando los restos calientes del fuego. En China, durante la dinastía Han se conocía a este método como "bordado con agujas de fuego". Durante la Época victoriana, la invención de máquinas provocó un amplio interés por este tipo de artesanía y fue entonces cuando se acuñó el término pirograbado El pirograbado es, en muchos países, una forma artística tradicional. 

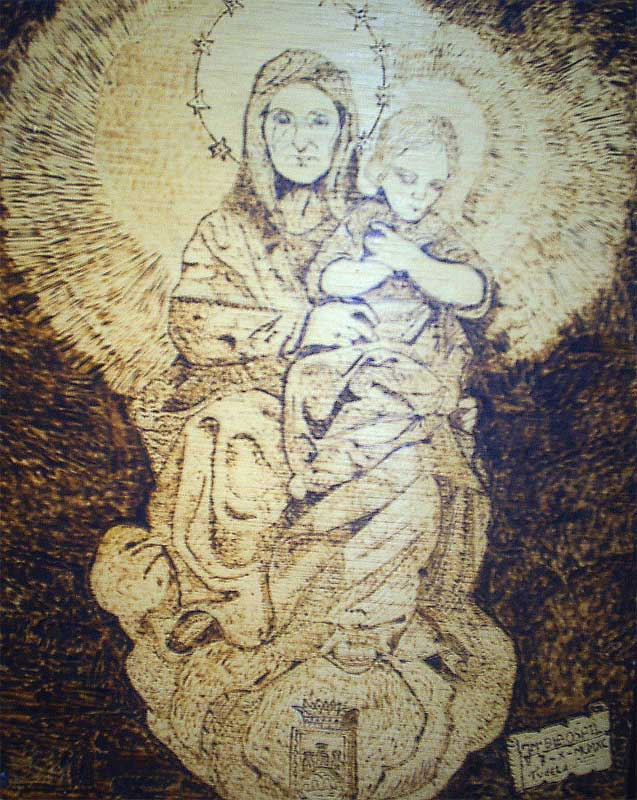
Dibujo realizado con esta técnica.
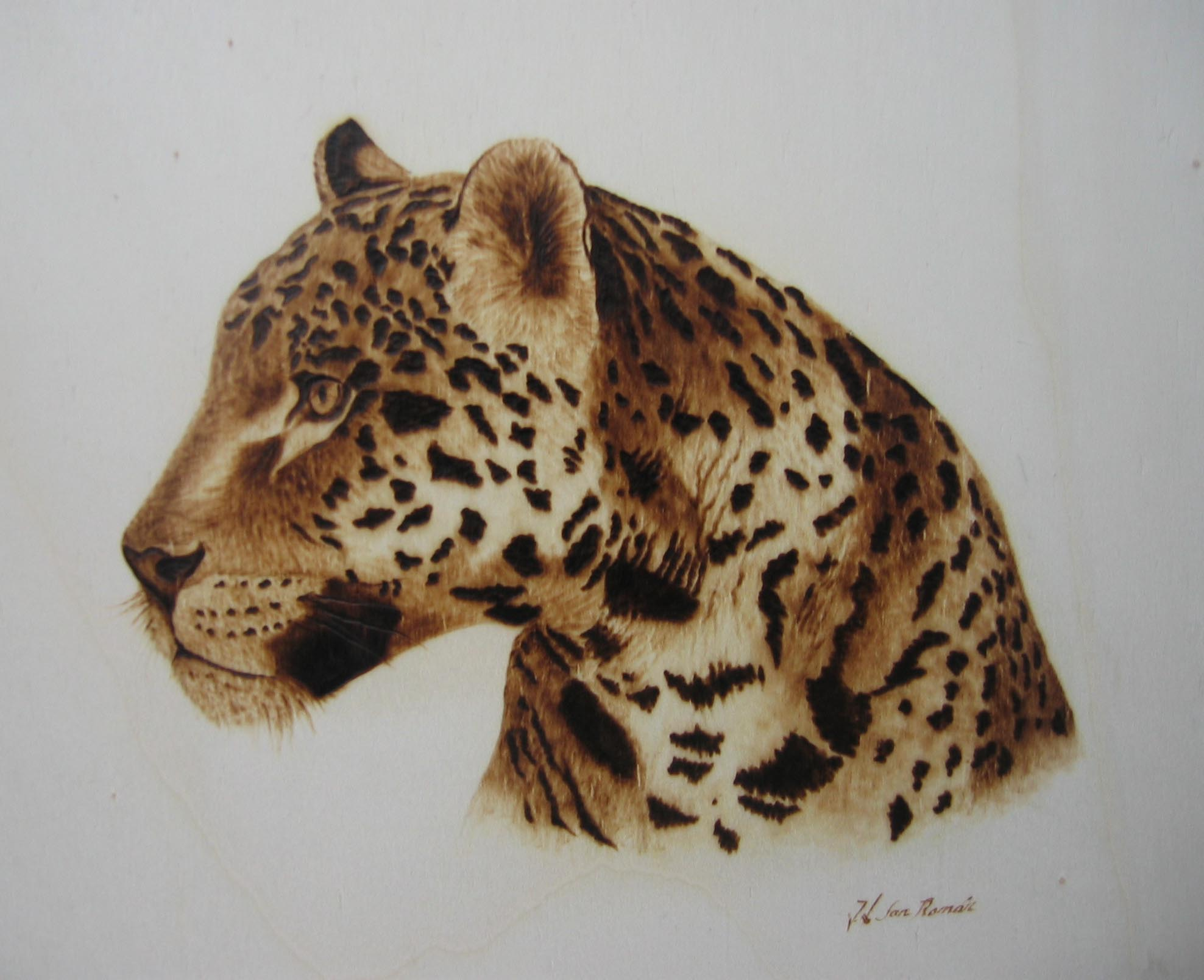
Pirograbado sobre tabla de madera.
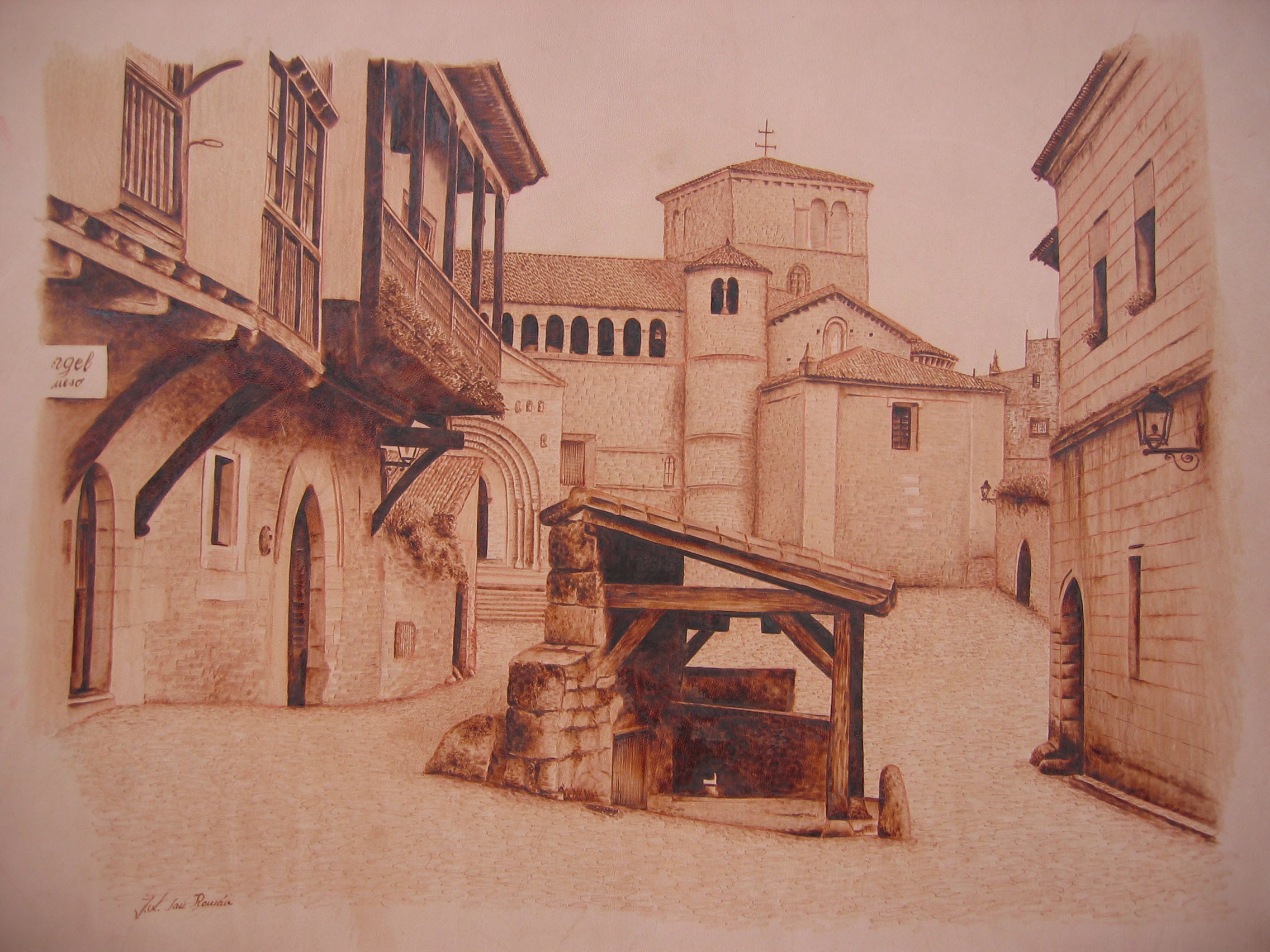
Pirograbado sobre piel de Santillana del Mar.